# 六氟锗酸钡
六氟锗酸钡是一种无机化合物，化学式为BaGeF6。它在10−3 Torr、600 °C下的热分解可以用于制备四氟化锗。

## 制备
六氟锗酸钡可由氢氟酸和二氧化锗反应，再与氯化钡反应制得。若在反应体系中加热高锰酸钾，在180 °C条件下进行水热反应，可以得到BaGeF6:Mn4+。